# Sveriges utbildningsminister
Sveriges utbildningsminister, formellt statsråd och chef för Utbildningsdepartementet, är det statsråd i Sverige som är chef för Utbildningsdepartementet. Sedan 28 juni 2025 innehas ämbetet av Simona Mohamsson, Liberalerna. Utbildningsministern ansvarar för förskola, fritidshem och grundskola. Medan gymnasieskolan, högre utbildning och forskningsfrågor hanteras av det andra statsrådet på Utbildningsdepartementet. Utbildningsministerns närmaste medarbetare är den politiskt tillsatta statssekreteraren. I egenskap av departementschef är utbildningsministern även chef för mer specialiserade ministrar inom departementet, inklusive skolministern och ibland högskole- och forskningsministern. Båda dessa funktioner fungerar som biträdande statsråd.

## Historia
Utbildningsministerämbetet skapades den 16 maj 1840 i samband med departementalreformen. Ämbetet benämndes då ecklesiastikminister, eller formellt Statsråd och chef för Ecklesiastikdepartementet. Den förste ministern på posten var Albrecht Elof Ihre.
Ordet Ecklesiastik kommer från det grekiska/latinska ordet Ecclesia som i sin ursprungliga betydelse kan översättas med församling. Senare har ordet fått betydelsen kyrka, på grekiska kyriakon, "det som hör Herren till" (jämför med spanska, iglesia, eller franska, église). Med en svensk benämning var denna minister alltså kyrkominister, men hen hade även ansvar för undervisning, forskning och kultur. Titeln återspeglar kyrkans historiska roll för utbildningssystements utveckling. I bland annat tysktalande länder används ofta titeln Kultusminister (av latin cultus, uppfostran, gudstjänst) för politiker med motsvarande ansvarsområde.
I modern tid dominerades departementets uppgifter av utbildningsfrågorna. Den 1 januari 1968 bytte ecklesiastikdepartementet namn till utbildningsdepartementet. Den siste som bar titeln ecklesiastikminister och tillika den förste utbildningsministern var Olof Palme. År 1991 bildades Kulturdepartementet genom en utbrytning ur Utbildningsdepartementet. Åren 2005-2006 återfördes kulturfrågorna och departementet hette då Utbildnings- och kulturdepartementet. Den 1 januari 2007 återinrättades Kulturdepartementet.
Fredrik Ferdinand Carlson är den ecklesiastikminister som har innehaft ämbetet längst tid, 10 år och 115 dagar, vilket är 147 dagar längre än Ragnar Edenman (S). Jan Björklund (L) är den utbildningsminister som innehaft ämbetet längst tid, 7 år och 27 dagar, vilket är 1 år och 26 dagar längre än Jan-Erik Wikström (FP). Jan Björklund (FP) var den förste utbildningsminister som hade en biträdande minister med ansvar för forsknings- och högskolepolitik. Tidigare utbildningsministrar har själva varit ansvariga för dessa områden. Däremot har de ofta haft biträdande ministrar för skola och vuxenutbildning. Bengt Göransson var ursprungligen statsråd med ansvar för skola och kulturpolitik (en fråga som på den tiden ingick i utbildningsdepartementets ansvarsområde).

## Lista över Sveriges ecklesiastik- och utbildningsministrar samt andra statsråd i deras departement

### Ecklesiastikministrar 1840–1967
| Namn           | Namn                       | Bild | Födelse                                                                      | Tillträde         | Frånträde                | Död                                                         | Politisk tillhörighet  | Regering                         | Källor |
| -------------- | -------------------------- | ---- | ---------------------------------------------------------------------------- | ----------------- | ------------------------ | ----------------------------------------------------------- | ---------------------- | -------------------------------- | ------ |
|                | Albrecht Elof Ihre         |      | 6 oktober 1797 i Stockholm                                                   | 16 maj 1840       | 29 december 1842         | 9 augusti 1877 på Ekebyhovs slott i Ekerö utanför Stockholm | Opolitisk              | M. Posse I                       |        |
| Törnebladh     | Albrecht Elof Ihre         |      | 6 oktober 1797 i Stockholm                                                   | 16 maj 1840       | 29 december 1842         | 9 augusti 1877 på Ekebyhovs slott i Ekerö utanför Stockholm | Opolitisk              |                                  |        |
|                | Samuel Grubbe              |      | 19 februari 1786 i Seglora i Västergötland                                   | 10 september 1840 | 29 december 1842         | 6 november 1853 i Uppsala i Uppland                         | Opolitisk              |                                  |        |
|                | Christopher Isac Heurlin   |      | 25 oktober 1786 i Åseda i Uppvidinge i Småland                               | 29 december 1842  | 18 maj 1844              | 12 mars 1860 i Växjö i Småland                              | Opolitisk              |                                  |        |
| Gyllenhaal     | Christopher Isac Heurlin   |      | 25 oktober 1786 i Åseda i Uppvidinge i Småland                               | 29 december 1842  | 18 maj 1844              | 12 mars 1860 i Växjö i Småland                              | Opolitisk              |                                  |        |
|                | Fredrik Otto Silfverstolpe |      | 25 augusti 1795 i Stockholm                                                  | 18 maj 1844       | 10 april 1848            | 24 november 1882 i Stockholm                                | Opolitisk              |                                  |        |
| Nordenfalk     | Fredrik Otto Silfverstolpe |      | 25 augusti 1795 i Stockholm                                                  | 18 maj 1844       | 10 april 1848            | 24 november 1882 i Stockholm                                | Opolitisk              |                                  |        |
| M. Posse II    | Fredrik Otto Silfverstolpe |      | 25 augusti 1795 i Stockholm                                                  | 18 maj 1844       | 10 april 1848            | 24 november 1882 i Stockholm                                | Opolitisk              |                                  |        |
|                | Paulus Genberg             |      | 13 april 1811 i Brunflo i Jämtland                                           | 10 april 1848     | 3 april 1852             | 29 september 1875 i Kalmar i Småland                        | Opolitisk              | Sparre                           |        |
|                | Henrik Reuterdahl          |      | 11 september 1795 i Malmö i Skåne                                            | 3 april 1852      | 9 mars 1855              | 28 juni 1870 i Uppsala i Uppland                            | Opolitisk              | Sparre                           |        |
|                | Lars Anton Anjou           |      | 18 november 1803 i Frösthults socken i Enköpings kommun i Uppland            | 9 mars 1855       | 29 januari 1859          | 13 december 1884 i Visby på Gotland                         | Opolitisk              | Sparre                           |        |
| Günther        | Lars Anton Anjou           |      | 18 november 1803 i Frösthults socken i Enköpings kommun i Uppland            | 9 mars 1855       | 29 januari 1859          | 13 december 1884 i Visby på Gotland                         | Opolitisk              |                                  |        |
| De Geer d.ä. I | Lars Anton Anjou           |      | 18 november 1803 i Frösthults socken i Enköpings kommun i Uppland            | 9 mars 1855       | 29 januari 1859          | 13 december 1884 i Visby på Gotland                         | Opolitisk              |                                  |        |
|                | Henning Hamilton           |      | 16 januari 1814 i Stockholm                                                  | 29 januari 1859   | 2 november 1860          | 15 januari 1886 i Amélie-les-Bains i Frankrike              | Opolitisk              |                                  |        |
|                | Carl Johan Thyselius       |      | 8 juni 1811 i Österhaninge i Södermanland                                    | 2 november 1860   | 1 augusti 1863           | 11 januari 1891 i Stockholm                                 | Opolitisk              |                                  |        |
|                | Fredrik Ferdinand Carlson  |      | 13 juni 1811 i Alsike socken i Knivsta i Uppland                             | 1 augusti 1863    | 3 juni 1870              |                                                             | Opolitisk              |                                  |        |
|                | Gunnar Wennerberg          |      | 2 oktober 1817 i Lidköping i Västergötland                                   | 3 juni 1870       | 11 maj 1875              |                                                             | Opolitisk              | Adlercreutz                      |        |
| Carleson       | Gunnar Wennerberg          |      | 2 oktober 1817 i Lidköping i Västergötland                                   | 3 juni 1870       | 11 maj 1875              |                                                             | Opolitisk              |                                  |        |
|                | Fredrik Ferdinand Carlson  |      |                                                                              | 11 maj 1875       | 1 november 1878          | 18 mars 1887 i Stockholm                                    | Opolitisk              | De Geer d.ä. II De Geer d.ä. III |        |
|                | Carl Gustaf Malmström      |      | 2 november 1822 i Tysslinge i Örebro i Närke                                 | 1 november 1878   | 27 augusti 1880          | 12 september 1912 i Danderyd i Uppland                      | Opolitisk              | De Geer d.ä. II De Geer d.ä. III |        |
| Posse          | Carl Gustaf Malmström      |      | 2 november 1822 i Tysslinge i Örebro i Närke                                 | 1 november 1878   | 27 augusti 1880          | 12 september 1912 i Danderyd i Uppland                      | Opolitisk              |                                  |        |
|                | Carl Hammarskjöld          |      | 22 februari 1838 i Tuna i Vimmerby i Småland                                 | 27 augusti 1880   | 6 februari 1888          | 1 april 1898 i Stockholm                                    | Opolitisk              |                                  |        |
| Thyselius      | Carl Hammarskjöld          |      | 22 februari 1838 i Tuna i Vimmerby i Småland                                 | 27 augusti 1880   | 6 februari 1888          | 1 april 1898 i Stockholm                                    | Opolitisk              |                                  |        |
| Themptander    | Carl Hammarskjöld          |      | 22 februari 1838 i Tuna i Vimmerby i Småland                                 | 27 augusti 1880   | 6 februari 1888          | 1 april 1898 i Stockholm                                    | Opolitisk              |                                  |        |
|                | Gunnar Wennerberg          |      |                                                                              | 6 februari 1888   | 6 november 1891          | 24 augusti 1901 på Läckö slott i Västergötland              | Opolitisk              | G. Bildt                         |        |
| Åkerhielm      | Gunnar Wennerberg          |      |                                                                              | 6 februari 1888   | 6 november 1891          | 24 augusti 1901 på Läckö slott i Västergötland              | Opolitisk              |                                  |        |
| Boström I      | Gunnar Wennerberg          |      |                                                                              | 6 februari 1888   | 6 november 1891          | 24 augusti 1901 på Läckö slott i Västergötland              | Opolitisk              |                                  |        |
|                | Gustaf Gilljam             |      | 22 juli 1832 i Ärentuna i Uppsala i Uppland                                  | 6 november 1891   | 22 juni 1898             | 17 januari 1908 i Stockholm                                 | Opolitisk              |                                  |        |
|                | Nils Claëson               |      | 15 november 1848 i Botkyrka i Södermanland                                   | 22 juni 1898      | 5 juli 1902              | 7 januari 1910 i Stockholm                                  | Opolitisk              |                                  |        |
| von Otter      | Nils Claëson               |      | 15 november 1848 i Botkyrka i Södermanland                                   | 22 juni 1898      | 5 juli 1902              | 7 januari 1910 i Stockholm                                  | Opolitisk              |                                  |        |
|                | Carl von Friesen           |      | 10 september 1846 i Hökhuvud i Östhammar i Uppland                           | 5 juli 1902       | 10 juni 1905 i Stockholm | 10 juni 1905 i Stockholm                                    | Opolitisk              | Boström II                       |        |
| Ramstedt       | Carl von Friesen           |      | 10 september 1846 i Hökhuvud i Östhammar i Uppland                           | 5 juli 1902       | 10 juni 1905 i Stockholm | 10 juni 1905 i Stockholm                                    | Opolitisk              |                                  |        |
|                | Karl Husberg               |      | 21 september 1854 i Växjö i Småland                                          | 19 juni 1905      | 2 augusti 1905           | 20 maj 1928 i Stockholm                                     | Opolitisk              |                                  |        |
|                | Hjalmar Hammarskjöld       |      | 4 februari 1862 i Tuna i Vimmerby i Småland                                  | 2 augusti 1905    | 7 november 1905          | 12 oktober 1953 i Stockholm                                 | Oberoende konservativ  | Lundeberg                        |        |
|                | Fridtjuv Berg              |      | 20 mars 1851 i Ödeshög i Östergötland                                        | 7 november 1905   | 29 maj 1906              | 29 februari 1916                                            | Oberoende liberal      | Staaff I                         |        |
|                | Hugo Hammarskjöld          |      | 20 januari 1845 i Tuna i Vimmerby i Småland                                  | 29 maj 1906       | 11 juni 1909             | 3 juni 1937 i Tuna i Vimmerby i Småland                     | Opolitisk              | Lindman I                        |        |
|                | Elof Lindström             |      | 25 augusti 1863 i Kvillinge i Östergötland                                   | 11 juni 1909      | 7 oktober 1911           | 6 juli 1924 i Danderyd i Uppland                            | Opolitisk              | Lindman I                        |        |
|                | Fridtjuv Berg              |      |                                                                              | 7 oktober 1911    | 17 februari 1914         | 29 februari 1916                                            | Oberoende liberal      | Staaff II                        |        |
|                | Karl Gustaf Westman        |      | 18 augusti 1876 i Göteborg                                                   | 17 februari 1914  | 30 mars 1917             | 24 januari 1944 i Stockholm                                 | Nationella partiet     | Hammarskjöld                     |        |
|                | Alexis Hammarström         |      | 8 juni 1858 i Bärfendals socken i Munkedal i Bohuslän                        | 30 mars 1917      | 19 oktober 1917          | 21 januari 1936 i Stockholm                                 | Opolitisk              | Swartz                           |        |
|                | Värner Rydén               |      | 16 september 1878 i Asarum i Karlshamn i Blekinge                            | 19 oktober 1917   | 28 november 1919         | 14 september 1930 i Stockholm                               | Socialdemokraterna     | Edén                             |        |
|                | Olof Olsson                |      | 18 juni 1872 i Smedstorp i Tomelilla i Skåne                                 | 28 november 1919  | 27 oktober 1920          |                                                             | Socialdemokraterna     | Edén                             |        |
| Branting I     | Olof Olsson                |      | 18 juni 1872 i Smedstorp i Tomelilla i Skåne                                 | 28 november 1919  | 27 oktober 1920          |                                                             | Socialdemokraterna     |                                  |        |
|                | Bengt J:son Bergqvist      |      | 5 oktober 1860 i Lund i Skåne                                                | 27 oktober 1920   | 13 oktober 1921          | 19 juni 1936 i Stockholm                                    | Opolitisk              | De Geer d.y.                     |        |
| von Sydow      | Bengt J:son Bergqvist      |      | 5 oktober 1860 i Lund i Skåne                                                | 27 oktober 1920   | 13 oktober 1921          | 19 juni 1936 i Stockholm                                    | Opolitisk              |                                  |        |
|                | Olof Olsson                |      |                                                                              | 13 oktober 1921   | 19 april 1923            |                                                             | Socialdemokraterna     | Branting II                      |        |
|                | Samuel Clason              |      | 23 juni 1867 i Uppsala i Uppland                                             | 19 april 1923     | 18 oktober 1924          | 19 december 1925 i Stockholm                                | Högerpartiet           | Trygger                          |        |
|                | Olof Olsson                |      |                                                                              | 18 oktober 1924   | 7 juni 1926              | 18 december 1939 i Stockholm                                | Socialdemokraterna     | Branting III                     |        |
| Sandler        | Olof Olsson                |      |                                                                              | 18 oktober 1924   | 7 juni 1926              | 18 december 1939 i Stockholm                                | Socialdemokraterna     |                                  |        |
|                | John Almkvist              |      | 24 november 1875 i Härnösand i Ångermanland                                  | 7 juni 1926       | 2 oktober 1928           | 27 maj 1946 i Bromma i Uppland                              | Frisinnade folkpartiet | Ekman I                          |        |
|                | Claes Lindskog             |      | 15 juni 1870 i Göteborg                                                      | 2 oktober 1928    | 7 juni 1930              | 21 april 1954 i Malmö                                       | Högerpartiet           | Lindman II                       |        |
|                | Sam Stadener               |      | 30 mars 1872 i Asarum i Karlshamn i Blekinge                                 | 7 juni 1930       | 24 september 1932        | 6 augusti 1937 i Malmö                                      | Frisinnade folkpartiet | Ekman II                         |        |
|                | Arthur Engberg             |      | 1 januari 1888 i Hassela socken i nuvarande Nordanstigs kommun i Hälsingland | 24 september 1932 | 19 juni 1936             |                                                             | Socialdemokraterna     | Hansson I                        |        |
|                | Tor Andræ                  |      | 9 juli 1885 i Vena församling i nuvarande Hultsfreds kommun i Småland        | 19 juni 1936      | 28 september 1936        | 24 februari 1947 i Stockholm                                | Opolitisk              | Pehrsson-Bramstorp               |        |
|                | Arthur Engberg             |      |                                                                              | 28 september 1936 | 13 december 1939         | 27 mars 1944 i Härnösand i Ångermanland                     | Socialdemokraterna     | Hansson II                       |        |
|                | Gösta Bagge                |      | 27 maj 1882 i Stockholm                                                      | 13 december 1939  | 15 december 1944         | 3 januari 1951 i Stockholm                                  | Högerpartiet           | Hansson III                      |        |
|                | Georg Andrén               |      | 10 december 1890 i Örgryte utanför Göteborg                                  | 15 december 1944  | 31 juli 1945             | 1 september 1969 i Lerum i Västergötland                    | Högerpartiet           | Hansson III                      |        |
|                | Tage Erlander              |      | 13 juni 1901 i Ransäter i Värmland                                           | 31 juli 1945      | 11 oktober 1946          | 21 juni 1985 i Stockholm                                    | Socialdemokraterna     | Hansson IV                       |        |
|                | Josef Weijne               |      | 20 maj 1893 i Linköping i Östergötland                                       | 11 oktober 1946   | 8 mars 1951 i Stockholm  | 8 mars 1951 i Stockholm                                     | Socialdemokraterna     | Erlander I                       |        |
|                | Hildur Nygren              |      | 22 mars 1896 i Gävle i Gästrikland                                           | 17 mars 1951      | 1 oktober 1951           | 24 april 1962 i Lidingö i Uppland                           | Socialdemokraterna     | Erlander I                       |        |
|                | Ivar Persson               |      | 3 maj 1901 i Svedala i Skåne                                                 | 1 oktober 1951    | 31 oktober 1957          | 20 oktober 1979 i Burlöv i Skåne                            | Bondeförbundet         | Erlander II                      |        |
|                | Ragnar Edenman             |      | 1 april 1914 i Uppsala i Uppland                                             | 31 oktober 1957   | 29 september 1967        | 27 januari 1998 i Uppsala i Uppland                         | Socialdemokraterna     | Erlander III                     |        |
|                | Olof Palme                 |      | 30 januari 1927 i Stockholm                                                  | 29 september 1967 | 31 december 1967         |                                                             | Socialdemokraterna     | Erlander III                     |        |
| Namn           | Namn                       | Bild | Födelse                                                                      | Tillträde         | Frånträde                | Död                                                         | Politisk tillhörighet  | Regering                         | Källor |

### Utbildningsministrar 1968–
| Namn                   | Namn              | Bild | Födelse                                 | Tillträde         | Frånträde         | Död                           | Politisk tillhörighet | Regering                       | Källor        |
| ---------------------- | ----------------- | ---- | --------------------------------------- | ----------------- | ----------------- | ----------------------------- | --------------------- | ------------------------------ | ------------- |
|                        | Olof Palme        |      |                                         | 1 januari 1968    | 14 oktober 1969   | 28 februari 1986 i Stockholm  | Socialdemokraterna    | Erlander III                   |               |
|                        | Ingvar Carlsson   |      | 9 november 1934 i Borås                 | 14 oktober 1969   | 2 november 1973   |                               | Socialdemokraterna    | Palme I                        |               |
|                        | Bertil Zachrisson |      | 2 maj 1926 i Göteborg                   | 3 november 1973   | 8 oktober 1976    | 29 augusti 2023               | Socialdemokraterna    | Palme I                        |               |
|                        | Jan-Erik Wikström |      | 11 september 1932 i Stora Skedvi socken | 8 oktober 1976    | 8 oktober 1982    | 1 juli 2024                   | Folkpartiet           | Fälldin I                      |               |
| Ullsten                | Jan-Erik Wikström |      | 11 september 1932 i Stora Skedvi socken | 8 oktober 1976    | 8 oktober 1982    | 1 juli 2024                   | Folkpartiet           |                                |               |
| Fälldin II             | Jan-Erik Wikström |      | 11 september 1932 i Stora Skedvi socken | 8 oktober 1976    | 8 oktober 1982    | 1 juli 2024                   | Folkpartiet           |                                |               |
| Fälldin III            | Jan-Erik Wikström |      | 11 september 1932 i Stora Skedvi socken | 8 oktober 1976    | 8 oktober 1982    | 1 juli 2024                   | Folkpartiet           |                                |               |
|                        | Lena Hjelm-Wallén |      | 14 januari 1943 i Sala                  | 8 oktober 1982    | 16 oktober 1985   |                               | Socialdemokraterna    | Palme II                       |               |
|                        | Lennart Bodström  |      | 10 april 1928 i Göteborg                | 17 oktober 1985   | 29 januari 1989   | 30 april 2015                 | Socialdemokraterna    | Palme II                       |               |
| Palme II Carlsson I    | Lennart Bodström  |      | 10 april 1928 i Göteborg                | 17 oktober 1985   | 29 januari 1989   | 30 april 2015                 | Socialdemokraterna    |                                |               |
|                        | Bengt Göransson   |      | 25 juli 1932 i Stockholm                | 30 januari 1989   | 4 oktober 1991    | 16 juni 2021                  | Socialdemokraterna    |                                |               |
| Carlsson I Carlsson II | Bengt Göransson   |      | 25 juli 1932 i Stockholm                | 30 januari 1989   | 4 oktober 1991    | 16 juni 2021                  | Socialdemokraterna    |                                |               |
|                        | Per Unckel        |      | 24 februari 1948 i Finspång             | 4 oktober 1991    | 7 oktober 1994    | 20 september 2011 i Stockholm | Moderaterna           | C. Bildt                       |               |
|                        | Carl Tham         |      | 5 juli 1939 i Stockholm                 | 7 oktober 1994    | 6 oktober 1998    |                               | Socialdemokraterna    | Carlsson III                   |               |
| Persson                | Carl Tham         |      | 5 juli 1939 i Stockholm                 | 7 oktober 1994    | 6 oktober 1998    |                               | Socialdemokraterna    |                                |               |
|                        | Thomas Östros     |      | 26 januari 1965 i Malmberget            | 6 oktober 1998    | 21 oktober 2004   |                               | Socialdemokraterna    |                                |               |
|                        | Leif Pagrotsky    |      | 20 oktober 1951 i Göteborg              | 21 oktober 2004   | 6 oktober 2006    |                               | Socialdemokraterna    |                                |               |
|                        | Lars Leijonborg   |      | 21 november 1949 i Täby                 | 6 oktober 2006    | 10 september 2007 |                               | Folkpartiet           | Reinfeldt                      |               |
|                        | Jan Björklund     |      | 18 april 1962 i Skene                   | 11 september 2007 | 3 oktober 2014    |                               | Folkpartiet           | Reinfeldt                      |               |
|                        | Gustav Fridolin   |      | 10 maj 1983 i Önnestad                  | 3 oktober 2014    | 21 januari 2019   |                               | Miljöpartiet          | Löfven I                       | [ 11 ]        |
|                        | Anna Ekström      |      | 23 juni 1959 i Mora                     | 21 januari 2019   | 18 oktober 2022   |                               | Socialdemokraterna    | Löfven II Löfven III Andersson | [ 13 ]        |
|                        | Mats Persson      |      | 27 november 1980 i Markaryds församling | 18 oktober 2022   | 10 september 2024 |                               | Liberalerna           | Kristersson                    | [ 15 ] [ 16 ] |
|                        | Johan Pehrson     |      | 8 maj 1968 i Längbro församling         | 10 september 2024 | 28 juni 2025      |                               | Liberalerna           | Kristersson                    | [ 16 ]        |
|                        | Simona Mohamsson  |      | 27 december 1994 i Hamburg              | 28 juni 2025      | nuvarande         |                               | Liberalerna           | Kristersson                    | [ 16 ]        |